# بانو جاكوت
بانو جاكوت (بالفرنسية: Benoît Jacquot)‏ هو كاتب سيناريو ومخرج وممثل فرنسي، ولد في 5 فبراير 1947 بباريس في فرنسا. من الجوائز التي نالها جائزة لويس ديلوك ‏ عن عمل وداعا ملكتي سنة 2012.

## أعمال

### أفلام
- (2012) وداعا ملكتي[13]

## جوائز وترشيحات
جوائز
- جائزة لويس ديلوك [الإنجليزية]‏، عن عمل: وداعا ملكتي (2012)

ترشيحات
- السعفة الذهبية (1998)
- جائزة سيزار لأفضل فيلم، عن عمل: وداعا ملكتي (2013)
- جائزة سيزار لأفضل مخرج، عن عمل: وداعا ملكتي (2013)
- جائزة سيزار لأفضل نص مقتبس، عن عمل: وداعا ملكتي (2013)

## وصلات خارجية
- بانو جاكوت على موقع IMDb (الإنجليزية)
- بانو جاكوت على موقع مونزينجر (الألمانية)
- بانو جاكوت على موقع ألو سيني (الفرنسية)
- بانو جاكوت على موقع ميوزك برينز (الإنجليزية)
- بانو جاكوت على موقع أول موفي (الإنجليزية)
- بانو جاكوت على موقع قاعدة بيانات الأفلام السويدية (السويدية)
- بانو جاكوت على موقع إن إن دي بي (الإنجليزية)
- بانو جاكوت على موقع ديسكوغز (الإنجليزية)
- بانو جاكوت على موقع قاعدة بيانات الفيلم (الإنجليزية)
- بانو جاكوت على موقع كينوبويسك (الروسية)